# Hortigüela
Hortigüela és un municipi de la província de Burgos a la comunitat autònoma de Castella i Lleó. Forma part de la comarca de l'Arlanza.

## Demografia
| 1991 | 1996 | 2001 | 2004 |
| ---- | ---- | ---- | ---- |
| 115  | 125  | 121  | 126  |